# Winbarbital
Winbarbital – organiczny związek chemiczny należący do grupy barbituranów, stosowany jako środek o działaniu nasennym. Po raz pierwszy zsyntetyzowany w 1939 roku.